# ثنائي أكسيد الزينون
ثنائي أكسيد الزينون هو مركب كيميائي من زينون والأكسجين صيغته الكيميائية (XEO 2)، تم تصنيعه في عام 2011. وتصنيعه في الدرجة 0°  بواسطة التحلل من رابع فلوريد الزينون (مع 2.00 مول / LH 2SO 4 ) .